# Drepanophora
Drepanophora is een mosdiertjesgeslacht uit de  familie van de Lepraliellidae en de orde Cheilostomatida

## Soorten
- Drepanophora biperforata (Powell, 1967)
- Drepanophora birbira Powell, 1967
- Drepanophora corrugata (Thornely, 1905)
- Drepanophora gutta Tilbrook, Hayward & Gordon, 2001
- Drepanophora incisor (Thornely, 1905)
- Drepanophora indica Hayward, 1988
- Drepanophora irregularis Winston & Vieira, 2013
- Drepanophora lateralis (MacGillivray, 1895)
- Drepanophora torquata Winston & Hakansson, 1986
- Drepanophora tuberculata (Osburn, 1914)
- Drepanophora verrucosa Winston & Heimberg, 1986

Niet geaccepteerde soort:
- Drepanophora longiuscula Harmer, 1957 → Torquatella longiuscula (Harmer, 1957)